# World Club Challenge 1987
El World Club Challenge de 1987 fue la segunda edición del torneo de rugby league más importante de clubes a nivel mundial.

## Formato
Se enfrentan los campeones vigentes de las dos ligas más importantes de rugby league del mundo, el NSW Championship y el RFL Championship.

## Participantes
| Liga                     | Ganador                    |
| ------------------------ | -------------------------- |
| NSWRL 1987               | Manly-Warringah Sea Eagles |
| RFL Championship 1986-87 | Wigan Warriors             |

## Encuentro
| 7 de octubre de 1987 | Wigan Warriors | 8 - 2 | Manly-Warringah Sea Eagles | Central Park, Wigan             |  |
|                      |                |       |                            | Asistencia: 36 895 espectadores |  |

| Bandera de Inglaterra  |
| Campeón Wigan Warriors |
| Primer título          |